# Carsten Gertz
Carsten Gertz (* 1964 oder 1965) ist ein deutscher Verkehrsplaner.
Gertz studierte Bauingenieurwesen sowie Planung und Betrieb im Verkehrswesen. 1993 bis 1998 war er Wissenschaftlicher Mitarbeiter an der TU Berlin, wo er 1997 zum Thema Umsetzungsprozesse in der Stadt- und Verkehrsplanung - Die Strategie der kurzen Wege promoviert wurde. 1999 bis 2003 war er Oberingenieur am Arbeitsbereich Verkehrssysteme und Logistik der TU Hamburg, anschließend im Jahr 2003 Leiter der Abteilung Verkehr beim Bremer Senator für Wirtschaft und Häfen. 2004 wurde er Professor für Siedlungsstruktur und Verkehrsplanung an der TU München. Seit Oktober 2004 ist er Professor für Siedlungsstruktur und Verkehrsplanung an der TU Hamburg und Leiter des dortigen Instituts für Verkehrsplanung und Logistik.